# Nagdlunguaq-48
Nagdlunguaq-48 (celým názvem: Timersoqatigiiffik Sportsklub Nagdlunguaq-48, novým pravopisem Nallunguit-48) je grónský sportovní klub, který sídlí ve městě Ilulissat. Založen byl v roce 1948, letopočet vzniku je i v klubovém emblému. Své domácí zápasy odehrává na stadionu Ilulissat, který má kapacitu 500 diváků. Klubové barvy jsou zelená a bílá.
Fotbalový oddíl se pravidelně účastní konečné fáze nejvyšší fotbalové soutěže v zemi. Jeho mužský oddíl je pak desetinásobným mistrem Grónska z let 1977, 1978, 1980, 1982, 1983, 1984, 2000, 2001, 2006 a 2007. Oddíl házené se stal mistrem Grónska v roce 2005.
Mimo mužský fotbalový oddíl má sportovní klub i jiné oddíly, mj. oddíl ženského fotbalu a házené.

## Získané trofeje

### Fotbal
Zdroj: 
- Angutit Inersimasut GM ( 10x )
  - 1977, 1978, 1980, 1982, 1983, 1984, 2000, 2001, 2006, 2007
- Arnat Inersimasut GM ( 2x )
  - 1991, 1993[5]

### Házená
- 1. liga ( 1x )
  - 2005

## Umístění v jednotlivých sezonách
Zdroj: 
Legenda: Z - zápasy, V - výhry, R - remízy, P - porážky, VG - vstřelené góly, OG - obdržené góly, +/- - rozdíl skóre, B - body, zlaté podbarvení - 1. místo, stříbrné podbarvení - 2. místo, bronzové podbarvení - 3. místo, červené podbarvení - sestup, zelené podbarvení - postup, fialové podbarvení - reorganizace, změna skupiny či soutěže
| Grónsko (1954 – ) |                                          |        |     |     |     |     |     |     |     |     |        |
| Sezóny            | Liga                                     | Úroveň | Z   | V   | R   | P   | VG  | OG  | +/- | B   | Pozice |
| 1954/55           | Grønlandturneringen                      | 1      | ... | ... | ... | ... | ... | ... | ... | ... | 2.     |
| ...               |                                          |        |     |     |     |     |     |     |     |     |        |
| 1959/60           | Grønlandturneringen                      | 1      | ... | ... | ... | ... | ... | ... | ... | ... |        |
| ...               |                                          |        |     |     |     |     |     |     |     |     |        |
| 1963/64           | Grønlandturneringen                      | 1      | ... | ... | ... | ... | ... | ... | ... | ... |        |
| ...               |                                          |        |     |     |     |     |     |     |     |     |        |
| 1977              | Angutit Inersimasut GM                   | 1      | ... | ... | ... | ... | ... | ... | ... | ... | 1.     |
| 1978              | Angutit Inersimasut GM                   | 1      | 3   | 2   | 1   | 0   | 8   | 3   | +5  | 5   | 1.     |
| ...               |                                          |        |     |     |     |     |     |     |     |     |        |
| 1980              | Angutit Inersimasut GM – sk. A           | 1      | 2   | 1   | 1   | 0   | 5   | 2   | +3  | 3   | 1.     |
| 1981              | Angutit Inersimasut GM                   | 1      | ... | ... | ... | ... | ... | ... | ... | ... | 2.     |
| 1982              | Angutit Inersimasut GM – sk. B           | 1      | 2   | 2   | 0   | 0   | 7   | 3   | +4  | 4   | 1.     |
| 1983              | Angutit Inersimasut GM                   | 1      | ... | ... | ... | ... | ... | ... | ... | ... | 1.     |
| 1984              | Angutit Inersimasut GM – sk. B           | 1      | 2   | 2   | 0   | 0   | 4   | 1   | +3  | 4   | 1.     |
| 1985              | Angutit Inersimasut GM                   | 1      | ... | ... | ... | ... | ... | ... | ... | ... | 4.     |
| ...               |                                          |        |     |     |     |     |     |     |     |     |        |
| 1987              | Angutit Inersimasut GM – sk. A           | 1      | ... | ... | ... | ... | ... | ... | ... | ... | 1.     |
| 1988              | Angutit Inersimasut GM – sk. A           | 1      | 3   | 3   | 0   | 0   | 9   | 1   | +8  | 6   | 1.     |
| 1989              | Angutit Inersimasut GM – sk. A           | 1      | 3   | 3   | 0   | 0   | 10  | 4   | +6  | 6   | 1.     |
| 1990              | Angutit Inersimasut GM – sk. D           | 1      | 3   | 0   | 1   | 2   | 2   | 9   | -7  | 1   | 4.     |
| ...               |                                          |        |     |     |     |     |     |     |     |     |        |
| 1992              | Angutit Inersimasut GM – sk. A           | 1      | 2   | 1   | 1   | 0   | 3   | 2   | +1  | 4   | 2.     |
| 1993              | Angutit Inersimasut GM – sk. B           | 1      | 3   | 2   | 0   | 1   | 13  | 8   | +5  | 4   | 2.     |
| ...               |                                          |        |     |     |     |     |     |     |     |     |        |
| 1995              | Angutit Inersimasut GM – sk. B           | 1      | 3   | 1   | 0   | 2   | 7   | 8   | -1  | 3   | 3.     |
| 1996              | Angutit Inersimasut GM – sk. B           | 1      | 3   | 0   | 0   | 3   | 3   | 14  | -11 | 0   | 4.     |
| 1997              | Angutit Inersimasut GM – sk. A           | 1      | 3   | 1   | 0   | 2   | 6   | 9   | -3  | 3   | 3.     |
| 1998              | Angutit Inersimasut GM – sk. A           | 1      | 3   | 1   | 1   | 1   | 10  | 4   | +6  | 4   | 3.     |
| 1999              | Angutit Inersimasut GM – sk. B           | 1      | 3   | 0   | 1   | 2   | 4   | 11  | -7  | 1   | 4.     |
| 2000              | Angutit Inersimasut GM – sk. A           | 1      | 3   | 3   | 0   | 0   | 18  | 1   | +17 | 9   | 1.     |
| 2001              | Angutit Inersimasut GM – sk. A           | 1      | 3   | 3   | 0   | 0   | 10  | 1   | +9  | 9   | 1.     |
| 2002              | Angutit Inersimasut GM – sk. A           | 1      | 3   | 3   | 0   | 0   | 11  | 1   | +10 | 9   | 1.     |
| 2003              | Angutit Inersimasut GM – sk. Diskobugten | 1      | 4   | 3   | 0   | 1   | 22  | 2   | +20 | 9   | 3.     |
| 2004              | Angutit Inersimasut GM – sk. A           | 1      | 3   | 2   | 1   | 0   | 8   | 0   | +8  | 7   | 1.     |
| 2005              | Angutit Inersimasut GM – sk. B           | 1      | 3   | 3   | 0   | 0   | 14  | 5   | +9  | 9   | 1.     |
| 2006              | Angutit Inersimasut GM – sk. A           | 1      | 3   | 1   | 1   | 1   | 3   | 7   | -4  | 4   | 2.     |
| 2007              | Angutit Inersimasut GM – sk. A           | 1      | 3   | 1   | 2   | 0   | 5   | 2   | +3  | 5   | 2.     |
| 2008              | Angutit Inersimasut GM – sk. A           | 1      | 3   | 3   | 0   | 0   | 10  | 5   | +5  | 9   | 1.     |
| 2009              | Angutit Inersimasut GM – sk. A           | 1      | 3   | 1   | 1   | 1   | 10  | 3   | +7  | 4   | 3.     |
| 2010              | Angutit Inersimasut GM – sk. B           | 1      | 3   | 3   | 0   | 0   | 20  | 3   | +17 | 9   | 1.     |
| 2011              | Angutit Inersimasut GM – sk. Diskobugten | 1      | ... | ... | ... | ... | ... | ... | ... | ... | 4.     |
| 2012              | Angutit Inersimasut GM – sk. B           | 1      | 4   | 3   | 1   | 0   | 15  | 3   | +12 | 10  | 2.     |
| ...               |                                          |        |     |     |     |     |     |     |     |     |        |
| 2014              | Angutit Inersimasut GM – sk. A           | 1      | 3   | 1   | 1   | 1   | 8   | 4   | +4  | 4   | 3.     |
| 2015              | Angutit Inersimasut GM – sk. Diskobugten | 1      | 2   | 1   | 1   | 0   | ... | ... | ... | 4   | 3.     |
| 2016              | Angutit Inersimasut GM – sk. A           | 1      | 3   | 3   | 0   | 0   | 8   | 0   | +8  | 9   | 1.     |

Poznámky k fázím grónského mistrovství
- 1954/55: Klub došel do finále národního mistrovství, kde podlehl mužstvu Nuuk Idraetslag poměrem 1:17.
- 1959/60: Klub došel do osmifinále národního mistrovství, kde podlehl mužstvu Nanok Idraetslag neznámým poměrem.
- 1963/64: Klub došel do šestnáctifinále národního mistrovství, kde podlehl mužstvu Tupilak-41 poměrem 2:6.
- 1977: Z této sezóny je znám pouze celkový vítěz turnaje, klub tak získal svůj první mistrovský titul.
- 1978: Z této sezóny je známo pouze konečné umístění finálové fáze, v níž se klub umístil na celkovém prvním místě a získal tak svůj druhý mistrovský titul.
- 1980: Výsledky v první a druhé fázi turnaje nejsou známy, klub se ovšem probojoval do finální fáze celostátního turnaje. Ve skupině A se umístil na prvním místě, které zaručovalo místenku v semifinále (výhra nad Nuuk Idraetslag poměrem 3:1). Po semifinálovém vítězství se klub zúčastnil finále o celkového mistra Grónska. V něm zvítězil nad mužstvem Siumut Amerdlok Kunuk poměrem 5:4 po penaltách a získal tak svůj třetí mistrovský titul.
- 1981: Z této sezóny je známo pouze konečné umístění finálové fáze a zápas finále o mistra Grónska, v němž klub podlehl mužstvu Nuuk Idraetslag poměrem 1:4 a obsadil tak celkové druhé místo.
- 1982: Výsledky v první a druhé fázi turnaje nejsou známy, klub se ovšem probojoval do finální fáze celostátního turnaje. Ve skupině B se umístil na prvním místě, které zaručovalo místenku v semifinále (výhra nad Siumut Amerdlok Kunuk poměrem 4:3). Po semifinálovém vítězství se klub zúčastnil finále o celkového mistra Grónska. V něm zvítězil nad mužstvem Umanak BK 68 poměrem 5:0 po penaltách a získal tak svůj čtvrtý mistrovský titul.
- 1983: Z této sezóny je znám pouze zápas finále o mistra Grónska, v němž klub zvítězil nad mužstvem CIF-70 Qasigiannguit neznámým poměrem a získal tak svůj pátý mistrovský titul.
- 1984: Výsledky v první a druhé fázi turnaje nejsou známy, klub se ovšem probojoval do finální fáze celostátního turnaje. Ve skupině B se umístil na prvním místě, které zaručovalo místenku v semifinále (výhra nad Nagtoralik Paamiut poměrem 8:1). Po semifinálovém vítězství se klub zúčastnil finále o celkového mistra Grónska. V něm zvítězil nad mužstvem Disko-76 poměrem 3:0 po penaltách a získal tak svůj šestý mistrovský titul.
- 1985: Po prohře v semifinále se klub zúčastnil boje o třetí místo, ve kterém podlehl mužstvu Kissaviarsuk-33 poměrem 1:3.
- 1987: Výsledky v první a druhé fázi turnaje nejsou známy, klub se ovšem probojoval do finální fáze celostátního turnaje. Ve skupině A se umístil na prvním místě, které zaručovalo místenku v semifinále (výhra nad Nagtoralik Paamiut neznámým poměrem). Po semifinálovém vítězství se klub zúčastnil finále o celkového mistra Grónska. V něm podlehl mužstvu Kissaviarsuk-33 poměrem 2:4 po penaltách a obsadil tak celkové druhé místo.
- 1988: Výsledky v první a druhé fázi turnaje nejsou známy, klub se ovšem probojoval do finální fáze celostátního turnaje. Ve skupině A se umístil na prvním místě, které zaručovalo místenku v semifinále (výhra nad Ilulissat-69 poměrem 3:2). Po semifinálovém vítězství se klub zúčastnil finále o celkového mistra Grónska. V něm podlehl mužstvu Kissaviarsuk-33 poměrem 1:2 a obsadil tak celkové druhé místo.
- 1989: Výsledky v první fázi turnaje nejsou známy. Po druhém místě ve druhé fázi (skupina Diskobugten) se klub probojoval do finální fáze celostátního turnaje. Ve skupině A se umístil na prvním místě, které zaručovalo místenku v semifinále (prohra s Kagssagssuk Maniitsoq poměrem 0:1). Po prohře v semifinále se zúčastnil boje o třetí místo, ve kterém podlehl mužstvu Nuuk Idraetslag poměrem 2:10.
- 1990: První fázi turnaje klub skončil na prvním místě ve skupině D, což zaručovalo postup do druhé fáze. V ní skončil na čtvrtém nepostupovém místě ve skupině D.
- 1992: Výsledky v první a druhé fázi turnaje nejsou známy, klub se ovšem probojoval do finální fáze celostátního turnaje. Ve skupině A se umístil na druhém místě, které zaručovalo místenku v semifinále (prohra s Aqigssiaq Maniitsoq poměrem 1:2). Po prohře v semifinále se zúčastnil boje o třetí místo, ve kterém zvítězil nad mužstvem Nuuk Idraetslag poměrem 3:1.
- 1993: Výsledky v první fázi turnaje nejsou známy. Po druhém místě ve druhé fázi (skupina Diskobugten) se klub probojoval do finální fáze celostátního turnaje. Ve skupině B se umístil na druhém místě, které zaručovalo místenku v semifinále (prohra s Kissaviarsuk-33 poměrem 0:1). Po prohře v semifinále se zúčastnil boje o třetí místo, ve kterém zvítězil nad mužstvem Tupilak-41 poměrem 5:4.
- 1995: Výsledky v první fázi turnaje nejsou známy. Po druhém místě ve druhé fázi (skupina Diskobugten) se klub probojoval do finální fáze celostátního turnaje. Ve skupině B se umístil na třetím místě, které zaručovalo pouze souboj o konečné páté místo v turnaji. V něm klub zvítězil nad mužstvem Kagssagssuk Maniitsoq poměrem 4:1 po penaltách.
- 1996: Výsledky v první a druhé fázi turnaje nejsou známy, klub se ovšem probojoval do finální fáze celostátního turnaje. Ve skupině B se umístil na čtvrtém místě, které zaručovalo pouze souboj o konečné sedmé místo v turnaji. V něm klub zvítězil nad mužstvem Nagtoralik Paamiut poměrem 5:1.
- 1997: Výsledky v první a druhé fázi turnaje nejsou známy, klub se ovšem probojoval do finální fáze celostátního turnaje. Ve skupině A se umístil na třetím místě, které zaručovalo pouze souboj o konečné páté místo v turnaji. V něm klub podlehl mužstvu A.T.A.-60 poměrem 2:5.
- 1998: Výsledky v první a druhé fázi turnaje nejsou známy, klub se ovšem probojoval do finální fáze celostátního turnaje. Ve skupině B se umístil na třetím místě, které zaručovalo pouze souboj o konečné páté místo v turnaji. V něm klub podlehl mužstvu B-67 poměrem 1:4.
- 1999: Výsledky v první fázi turnaje nejsou známy. Po druhém místě ve druhé fázi (skupina Nordgrønland) se klub probojoval do finální fáze celostátního turnaje. Ve skupině B se umístil na čtvrtém místě, které zaručovalo pouze souboj o konečné sedmé místo v turnaji. V něm klub zvítězil nad mužstvem Siumut Amerdlok Kunuk poměrem 3:0.
- 2000: Výsledky v první fázi turnaje nejsou známy. Po vítězství ve druhé fázi (skupina Diskobugten) se klub probojoval do finální fáze celostátního turnaje. Ve skupině A se umístil na prvním místě, které zaručovalo místenku v semifinále (výhra nad Siumut Amerdlok Kunuk poměrem 2:0). Po semifinálovém vítězství se klub zúčastnil finále o celkového mistra Grónska. V něm zvítězil nad mužstvem Kugsak-45 poměrem 1:0 a získal tak svůj sedmý mistrovský titul.
- 2001: Výsledky v první fázi turnaje nejsou známy. Po druhém místě ve druhé fázi (skupina Diskobugten) se klub probojoval do finální fáze celostátního turnaje. Ve skupině B se umístil na prvním místě, které zaručovalo místenku v semifinále (výhra nad FC Malamuk poměrem 8:0). Po semifinálovém vítězství se klub zúčastnil finále o celkového mistra Grónska. V něm zvítězil nad mužstvem Kugsak-45 poměrem 2:1 a získal tak svůj osmý mistrovský titul.
- 2002: Výsledky v první a druhé fázi turnaje nejsou známy, klub se ovšem probojoval do finální fáze celostátního turnaje. Ve skupině A se umístil na prvním místě, které zaručovalo místenku v semifinále (prohra s B-67 poměrem 2:3). Po prohře v semifinále se zúčastnil boje o třetí místo, ve kterém zvítězil nad mužstvem Narsaq-85 poměrem 4:1.
- 2003: Výsledky v první fázi turnaje nejsou známy, zaručil si ovšem v této fázi postup do druhé fáze. V ní skončil na třetím nepostupovém místě ve skupině Diskobugten.
- 2004: Výsledky v první a druhé fázi turnaje nejsou známy, klub se ovšem probojoval do finální fáze celostátního turnaje. Ve skupině A se umístil na prvním místě, které zaručovalo místenku v semifinále (prohra s FC Malamuk poměrem 1:2). Po prohře v semifinále se zúčastnil boje o třetí místo, ve kterém zvítězil nad mužstvem Kugsak-45 poměrem 4:3.
- 2005: Výsledky v první a druhé fázi turnaje nejsou známy, klub se ovšem probojoval do finální fáze celostátního turnaje. Ve skupině B se umístil na prvním místě, které zaručovalo místenku v semifinále (výhra nad FC Malamuk poměrem 3:1). Po semifinálovém vítězství se klub zúčastnil finále o celkového mistra Grónska. V něm podlehl mužstvu B-67 poměrem 1:3 a obsadil tak celkové druhé místo.
- 2006: Výsledky v první a druhé fázi turnaje nejsou známy, klub se ovšem probojoval do finální fáze celostátního turnaje. Ve skupině A se umístil na druhém místě, které zaručovalo místenku v semifinále (výhra nad A.T.A.-60 poměrem 2:1). Po semifinálovém vítězství se klub zúčastnil finále o celkového mistra Grónska. V něm zvítězil nad mužstvem Narsaq-85 poměrem 4:2 a získal tak svůj devátý mistrovský titul.
- 2007: Výsledky v první a druhé fázi turnaje nejsou známy, klub se ovšem probojoval do finální fáze celostátního turnaje. Ve skupině A se umístil na druhém místě, které zaručovalo místenku v semifinále (výhra nad Kissaviarsuk-33 poměrem 1:0). Po semifinálovém vítězství se klub zúčastnil finále o celkového mistra Grónska. V něm zvítězil nad mužstvem Kugsak-45 poměrem 2:0 a získal tak svůj desátý mistrovský titul.
- 2008: Výsledky v první a druhé fázi turnaje nejsou známy, klub se ovšem probojoval do finální fáze celostátního turnaje. Ve skupině A se umístil na prvním místě, které zaručovalo místenku v semifinále (prohra s Kissaviarsuk-33 poměrem 2:3). Po prohře v semifinále se zúčastnil boje o třetí místo, ve kterém zvítězil nad mužstvem FC Malamuk poměrem 6:1.
- 2009: Výsledky v první a druhé fázi turnaje nejsou známy, klub se ovšem probojoval do finální fáze celostátního turnaje. Ve skupině A se umístil na třetím místě, které zaručovalo pouze souboj o konečné páté místo v turnaji. V něm klub zvítězil nad mužstvem Nuuk Idraetslag poměrem 1:0.
- 2010: Výsledky v první fázi turnaje nejsou známy. Po vítězství ve druhé fázi (skupina Diskobugten) se klub probojoval do finální fáze celostátního turnaje. Ve skupině B se umístil na prvním místě, které zaručovalo místenku v semifinále (prohra s G-44 Qeqertarsuaq poměrem 0:2). Po prohře v semifinále se zúčastnil boje o třetí místo, ve kterém zvítězil nad mužstvem Nuuk Idraetslag poměrem 3:0.
- 2011: Výsledky v první fázi turnaje nejsou známy, zaručil si ovšem v této fázi postup do druhé fáze. V ní skončil na čtvrtém nepostupovém místě ve skupině Diskobugten.
- 2012: Výsledky v první a druhé fázi turnaje nejsou známy, klub se ovšem probojoval do finální fáze celostátního turnaje. Ve skupině B se umístil na druhém místě, které zaručovalo místenku v semifinále (výhra nad G-44 Qeqertarsuaq poměrem 3:0). Po semifinálovém vítězství se klub zúčastnil finále o celkového mistra Grónska. V něm podlehl mužstvu B-67 poměrem 2:3 a obsadil tak celkové druhé místo.
- 2014: Výsledky v první fázi turnaje nejsou známy. Po vítězství ve druhé fázi (skupina Diskobugten) se klub probojoval do finální fáze celostátního turnaje. Ve skupině A se umístil na třetím místě, které zaručovalo pouze souboj o konečné páté místo v turnaji. V něm klub zvítězil nad mužstvem Nuuk Idraetslag poměrem 1:0.
- 2015: Výsledky v první fázi turnaje nejsou známy, zaručil si ovšem v této fázi postup do druhé fáze. V ní skončil na třetím nepostupovém místě ve skupině Diskobugten.
- 2016: Výsledky v první fázi turnaje nejsou známy. Po druhém místě ve druhé fázi (skupina Diskobugten) se klub probojoval do finální fáze celostátního turnaje. Ve skupině A se umístil na prvním místě, které zaručovalo místenku v semifinále (výhra nad G-44 Qeqertarsuaq poměrem 2:0). Po semifinálovém vítězství se klub zúčastnil finále o celkového mistra Grónska. V něm podlehl mužstvu B-67 poměrem 1:3 a obsadil tak celkové druhé místo.